# 일주문

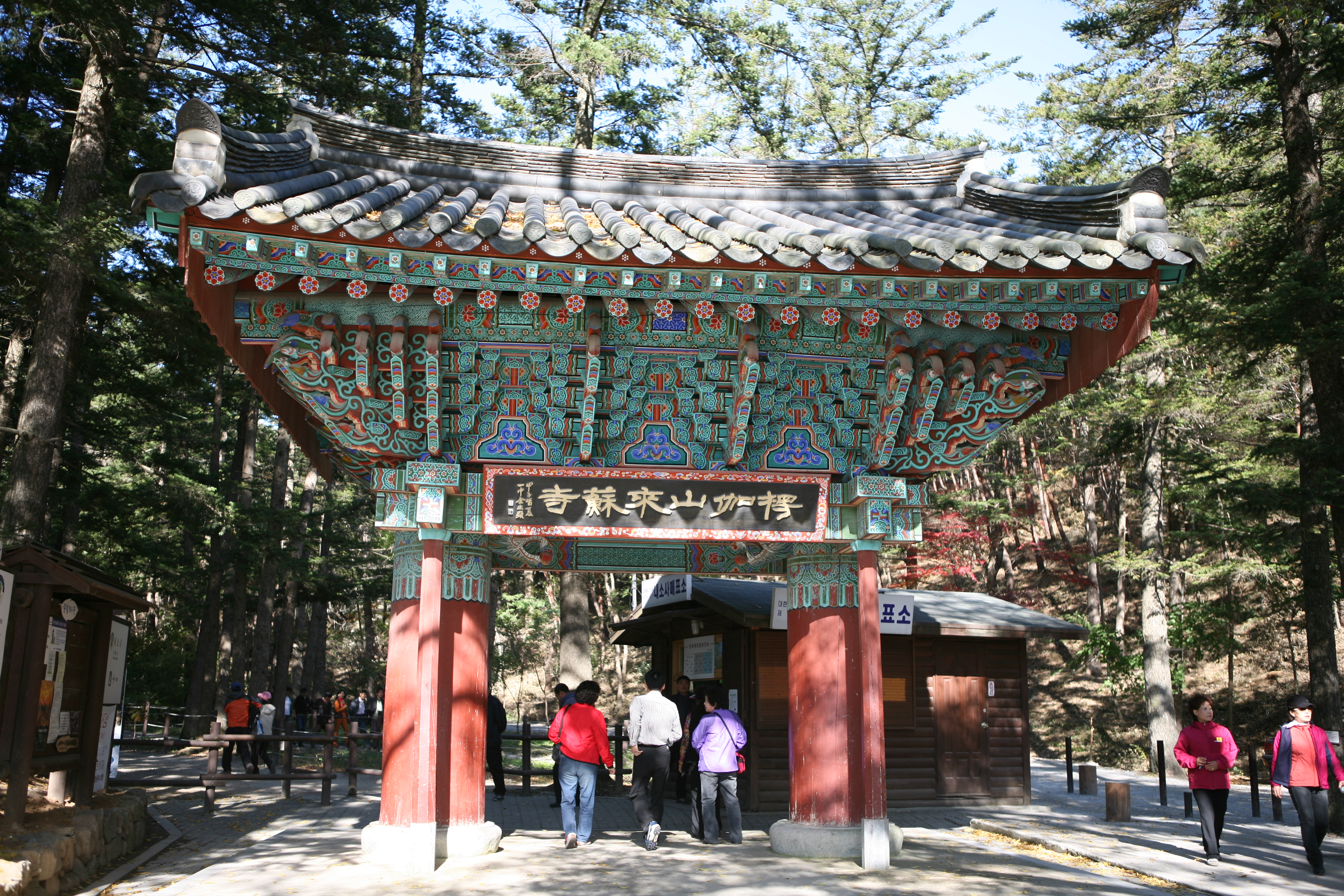
부안군 능가산의 내소사 일주문

일주문(一柱門)은 사찰의 산문(山門) 중에 첫 번째 문이다. 규모가 작은 절에서는 가끔 생략되어 '천왕문'이 그 자리를 대신하기도 한다. 절의 규모가 작거나 제한이 있어 '삼문'(일주문, 천왕문, 해탈문)을 모두 갖춰 세우기 어려울 때는 '당간지주'가 그 역할을 대신하기도 한다. 불교의 철학과 얽혀 일반적인 건물과 달리 기둥을 한 줄로 세워서 일주문이라고 부른다. 일주문의 현판에는 보통 산 이름과 절 이름이 쓰여 있다.
옛날에는 홍살문과 비슷한 모양이 쓰였으나 그것이 불교에서는 일주문으로 발전하였으며 일본에서는 '토리이'로 이어지게 되었다.

## 같이 보기
- 홍살문